# Mililani Mauka
Mililani Mauka – census-designated place (CDP) na wyspie Oʻahu, w hrabstwie Honolulu, na Hawajach, w Stanach Zjednoczonych. Według szacunków United States Census Bureau w roku 2010 CDP miało 21 039 mieszkańców.

## Geografia
Według United States Census Bureau census-designated place obejmuje powierzchnię 4,0 mil2 (10,3 km²).